# (1051) Mérope
(1051) Mérope est un astéroïde de la ceinture principale découvert le 16 septembre 1925 par l'astronome allemand Karl Reinmuth à l'Observatoire du Königstuhl près de Heidelberg. Sa désignation provisoire était 1925 SA. Il tire son nom de Mérope, nymphe de la mythologie grecque.
Sa distance minimale d'intersection de l'orbite terrestre est de 1,916760 ua.